# Dienerella elongata
Dienerella elongata är en skalbaggsart som först beskrevs av Curtis 1830.  Dienerella elongata ingår i släktet Dienerella, och familjen mögelbaggar. Arten är reproducerande i Sverige.